# Francisco Elizalde
Juan Francisco Elizalde Valencia (Navojoa, Sonora; 30 de septiembre de 1985), más conocido como Francisco el Gallo Elizalde, es un cantautor mexicano, hermano de Jesús “El Flaco” Elizalde y Valentín Elizalde.

## Biografía
Es el menor de la familia Elizalde. En su niñez se radicó en Sonora. Su padre fue unos de los ídolos de la música sinaloense, Lalo el Gallo Elizalde (21 de noviembre de 1940  -  23 de noviembre de 1992), quien falleció en un accidente automovilístico en Villa Juárez (Sonora), dejando así a su viuda Camila Valencia con 4 hijos, Jesús Enrique, Valentín, Livia Zulema y Francisco. Los tres hermanos varones mostraron su inquietud por la música desde muy chicos. Cantando desde pequeño Francisco empezó en el pueblo donde ha pasado el mayor tiempo de su vida en Jitonhueca, Sonora un humilde poblado cercano a la ciudad de Navojoa, alegre, inquieto y juguetón, Francisco siempre tuvo la inquietud de seguir los pasos de su padre y hermanos, los cuales le pedían que primero estudiara y después se dedicara a cantar, anteriormente llamado "El Chico Elizalde" debido a que su padre solía llamarlo (chico) desde niño por ser el menor de la familia y siguiendo los pasos de su padre y hermanos.

## Carrera
A la edad de 15 años decide incursionar en el ámbito de la música grabando a los 16 años su primera producción discográfica titulada "No quieren que te quiera" tema del primer sencillo que se colocara rápidamente entre los gustos de la gente , así inicia su carrera por el mundo artístico, y gracias a la preferencia del público quien lo apoyaba muy bien publica su segunda producción llamada "Te necesito aquí" del cual se desprende otro sencillo llamado "Déjame ser yo "y "La miedosa".
Ha grabado canciones con múltiples cantantes, entre ellos Julio Preciado, Merce Bojorquez y Betillo Guerrero, además de compartir escenario con Alejandro Fernández, Santa Fe Klan, entre otros.

### Tributo a su hermano Valentín
El 25 de noviembre, fuera del palenque de la ciudad de Reynosa, Tamaulipas, lugar donde se presentó por la feria de la ciudad, Valentín Elizalde fue asesinado a tiros.
El siguiente álbum que realizó Francisco se llamó De un Elizalde para un Elizalde. Francisco hizo notar al público cuales eran las canciones favoritas de su hermano Valentín Elizalde El Gallo de Oro. Entre las canciones de Valentín, Francisco hizo el video “La celda de un loco” uno de los temas favorito de su hermano dedicándoselo así con todo el corazón, dejando a un lado su tercera producción la cual promocionaría en giras internacionales.

## Estudios
Estudió la carrera de psicología en la ciudad de Navojoa.

## Discografía
- Datos: Q5865606

- No Quieren Que Te Quieran (2003)
- Te Necesito Aquí(Con Banda Sinaloense ) (2004)
- De Un Elizalde Para Un Elizalde (2007)
- Un Pacto Con Dios (2007
- Antes De Que Te Vayas (2008)
- Me La Rifo Y Me La Juego (2009)
- Vive Grupero (2010)
- Con Mil Demonios (2010)
- Cuenta Conmigo - Single  (2012)
- No Tiene Madre (2012)
- Echenle Al Cajón - Single (2012)
- Heroína (2014)
- Club Corridos:Corridos Corridos Románticos - Alma Enamora... - Various Artists (2014)
- Corazón Canino (2015)
- Añoranza - Single (2017)
- Tributo A Valentín Elizalde  (2017)
- Añoranza - Dinastía Elizalde (2018)
- El Corrido De Ocampo - Single (2018)
- La Labia Que Me Cargo (2018)
- Anoranza - Dinastia Elizalde (2018)